# ميشلين لانكتوت
ميشلين لانكتوت هي كاتبة سيناريو ومخرجة وممثلة كندية، ولدت في 12 مايو 1947 في كندا. من الجوائز التي نالتها Prix Albert-Tessier ‏ سنة 2000.

## أعمال

### أفلام
- (2003) الغزوات البربرية[8]

## جوائز
- Prix Albert-Tessier [الإنجليزية]‏ (2000)

## وصلات خارجية
- ميشلين لانكتوت على موقع IMDb (الإنجليزية)
- ميشلين لانكتوت على موقع ألو سيني (الفرنسية)
- ميشلين لانكتوت على موقع أول موفي (الإنجليزية)
- ميشلين لانكتوت على موقع قاعدة بيانات الأفلام السويدية (السويدية)
- ميشلين لانكتوت على موقع قاعدة بيانات الفيلم (الإنجليزية)
- ميشلين لانكتوت على موقع كينوبويسك (الروسية)